# Alfred Magaziner
Alfred Magaziner (geb. 8. Jänner 1902 in München; gest. 15. Dezember 1993 in Wien) war ein österreichischer Journalist.

## Leben
Magaziner war ein Sohn des Eisenbahnangestellten Arthur Magaziner und der Schneiderin Melanie Stein. Er heiratete 1927 Gertrud Zerner (1899–1984), eine Schwester von Fritz Zerner. Magaziner hatte zwei Schwestern, Martha (geb. 1906) und Erna (geb. 1903). Erna heiratete den KPÖ-Parteifunktionär Julius Deutsch (1902–1978). 
Magaziner absolvierte eine Buchhandelslehre und wurde Funktionär des Verbands der SAJ (Sozialistische Arbeiter-Jugend) sowie Mitglied der Sozialdemokratischen Arbeiterpartei. Ab 1926 erhielt er eine Funktionärsausbildung in der Arbeiterhochschule. Magaziner begann, sich als Mitarbeiter sozialdemokratischer und liberaler Zeitungen zu profilieren und war 1933/1934 als Redakteur der „Sozialdemokratischen Korrespondenzen“ tätig. Ab 1936 lebte Magaziner in Zagreb und berichtete von dort als Auslandskorrespondent der „New York Times“ und des „Daily Telegraph“. 1938 emigrierte Magaziner nach England und wurde nach Kriegsbeginn 1939 zunächst als „Enemy Alien“ in Australien interniert. 1947 kehrte Magaziner, der auch in der Emigration politisch aktiv geblieben war, nach Österreich zurück. Er war als Redakteur des „Kleinen Blatts“ und Chefredakteur der „Weltpresse“ tätig. 22 Jahre lang hatte er die geschäftsführende Redaktion der Zeitschrift „Die Zukunft“ inne, die er als offenes Diskussionsorgan führte.
Er wurde am Sieveringer Friedhof begraben.

## Auszeichnungen
- 1967: Preis der Stadt Wien für Publizistik
- 1973: Berufstitel Professor
- 1977: Ehrenmedaille der Bundeshauptstadt Wien in Silber
- 1979: Österreichisches Ehrenkreuz für Wissenschaft und Kunst
- 1980: Dr.-Karl-Renner-Preis für Publizistik
- 1982: Große Victor-Adler-Plakette

## Publikationen
Magaziner veröffentlichte mehrere Bücher historisch-biographischer Natur zur Geschichte der Arbeiterbewegung.
- Die Wegbereiter. Wien 1975 (Aus der Geschichte der Arbeiterbewegung, Band 1)
- Die Vorkämpfer. Wien 1979 (Aus der Geschichte der Arbeiterbewegung, Band 2)
- Die Bahnbrecher. Wien 1985 (Aus der Geschichte der Arbeiterbewegung, Band 3)